# Bahnhof Achalkalaki
Der Bahnhof Achalkalaki ist der georgische Grenz- und Spurwechselbahnhof an der Bahnstrecke Kars–Achalkalaki–Tiflis.

## Geografische Lage
Der Bahnhof Achalkalaki liegt 8 km südlich der Stadt Achalkalaki in freiem Gelände an der Bahnstrecke von Kars nach Tiflis auf einer Höhe von 1820 m. Der ursprünglich bis in die Stadt führende Abschnitt der Strecke wurde stillgelegt und abgebaut.

## Betrieb
Der Bahnhof weist eine Länge von etwa 2 km auf, wurde mit der Neubaustrecke Kars–Achalkalaki errichtet und befand sich – obwohl baulich noch nicht fertig gestellt – im März 2019 in Betrieb. Er wird sowohl im Güterverkehr als auch im Personenverkehr bedient. Bei letzterem allerdings ausschließlich durch den internationalen Fernzug Baku–Türkei der Aserbaidschanischen Eisenbahn.

## Anlagen
Die automatische Spurwechselanlage wird von dem internationalen Fernzug Baku–Türkei genutzt. Sie ist erforderlich, um zwischen der in Georgien verwendeten russischen Breitspur und der in der Türkei verwendeten Normalspur umspuren zu können. Das Gleis der Strecke westlich des Bahnhofs weist ausschließlich Normalspur auf. Für umspurungsfähige Güterwagen gibt es eine herkömmliche Anlage zum Tausch der Drehgestelle, in der 14 Wagen gleichzeitig behandelt werden können. Beiderseits der Halle gibt es Abstellgleise für Drehgestelle. Im Containerverkehr werden die Behälter von einem Portalkran auf Güterwagen der entsprechenden anderen Spurweite umgesetzt. Das Empfangsgebäude weist einen Hausbahnsteig und einen Inselbahnsteig auf, die zwei Gleise bedienen.